# Bagrationovsk
Bagrationovsk (del ruso: Багратионовск), conocida de manera oficial hasta 1946 como Preussisch Eylau (en alemán: Preußisch Eylau; en lituano: Prusų Yluva, en polaco: Pruska Iława) es una ciudad que forma parte y es el centro administrativo del distrito de Bagrationovsk en el óblast de Kaliningrado, Rusia.

## Geografía
Bagrationovsk está situada en la región histórica de Prusia Oriental, a 37 km al sur de Kaliningrado, muy cerca de la frontera con Polonia.

## Historia
En 1325, la Orden Teutónica construyó un castillo llamado "Yladia" o "Ilaw", más tarde conocido como "Preussisch Eylau", en el centro de la antigua región prusiana de Natangia. 'Ylow' es el término en antiguo prusiano para 'barro' o 'pantano'. El asentamiento cercano se desarrolló en 1336, pero en 1348 la Orden Teutónica otorgó el privilegio de establecer doce pubs en los alrededores del castillo. Aunque el asentamiento tenía pocos habitantes, debido a su posición central, a menudo se usaba como lugar de reunión para los funcionarios de la Orden. Durante la Guerra de los Trece Años, el castillo fue sitiado el 24 de mayo de 1455 por tropas de la Confederación Prusiana bajo el mando de Remschel von Krixen, pero la guarnición rechazó el ataque. Durante la Guerra polaco-teutónica, el castillo fue sitiado sin éxito en 1520 por las tropas del reino de Polonia, que devastaron el asentamiento.
Preußisch Eylau recibió su carta cívica en 1585. En el periodo 1709-1711, la peste bubónica mató a 2212 habitantes del área de Eylau.
La batalla de Eylau (7-8 de febrero de 1807) durante las guerras napoleónicas involucró a las tropas francesas de Napoleón Bonaparte, las tropas rusas del general Bennigsen y las tropas prusianas del general Anton Wilhelm von L'Estocq. Solo 3 habitantes de Eylau murieron en la batalla, pero 605 personas murieron debido al hambre y las enfermedades en 1807 (con una tasa de mortalidad promedio en años "normales" de alrededor de 80 a 90). Napoleón utilizó el juzgado local como sede en Eylau del 7 al 17 de febrero de 1807.
El 1 de abril de 1819, la ciudad se convirtió en la sede del distrito administrativo Preußisch Eylau (Kreis Pr. Eylau). En 1834, se fundó un Seminario de Maestros, educando a todos los maestros de Prusia Oriental hasta que se cerró en 1924. La ciudad se conectó al ferrocarril el 2 de septiembre de 1866. 
Durante la Primera Guerra Mundial, la ciudad fue ocupada sin lucha por las tropas rusas el 27 de agosto de 1914. pero estas tropas partieron el 3 de septiembre de 1914 tras masacrar a 65 civiles. Después de 1933, la Wehrmacht construyó grandes cuarteles, y en 1935 se estacionaron allí unidades de infantería y artillería.
El 10 de febrero de 1945, durante la ofensiva de Prusia Oriental del Ejército Rojo, la ciudad fue ocupada por tropas de la 55.ª División de Guardias "Irkutsk-Pinsk" comandada por el Mayor General Adam Turchinsky. La población alemana que aún no había huido durante la evacuación de Prusia Oriental fue posteriormente expulsada y el último transporte partió el 23 de noviembre de 1947. La NKVD estableció un campo de prisioneros para civiles alemanes dentro del antiguo cuartel de la Wehrmacht en 1945-1949. Éste tenía unos 13.000 reclusos, de los cuales murieron unas 6.000 personas.
A principios de agosto de 1945, los funcionarios polacos asumieron el poder administrativo en la ciudad, pero se marcharon nuevamente el 1 de enero de 1946, cuando la nueva frontera entre la Unión Soviética y Polonia se fijó justo en las afueras del sur de la ciudad. El área administrativa polaca al sur de la frontera se llamó "Powiat Ilawka" hasta 1958.
En enero de 1946, la ciudad se convirtió en parte del recién establecido óblast de Kaliningrado dentro de la RSFS de Rusia y la ciudad recibió su nombre actual, en honor al general Piotr Bagratión, quien fue uno de los principales líderes rusos en las Guerras Napoleónicas y también es el homónimo de la ofensiva de la operación Bagratión de 1944. Los nuevos ciudadanos que se habían asentado allí desde el centro de Rusia, Bielorrusia, la región del Volga y Ucrania establecieron formas colectivizadas de agricultura en las cercanías de la ciudad.
Hoy en día, el principal paso fronterizo entre Rusia y Polonia (Bezledy/Bagrationovsk) se encuentra a 2 kilómetros al sur de la ciudad. Desde abril de 2007, las restricciones gubernamentales a las visitas a las zonas fronterizas se han endurecido y solo se permite viajar a Sovetsk y Bagrationovsk con un permiso especial, a menos que sea en tránsito.

## Demografía
En el pasado la mayoría de la población estaba compuesta por alemanes, pero tras el fin de la Segunda Guerra Mundial fueron expulsados a Alemania y se repobló con rusos. En el censo de 2010, la población se componía principalmente de rusos (89%), ucranianos (3,7%) y bielorrusos (3%)
| Gráfica de evolución de Bagrationovsk entre 1804 y 2010 |
|                                                         |

## Economía
Las principales actividades industriales son la ingeniería mecánica (refrigeración y equipos comerciales), producción de muebles, el procesamiento de alimentos y el procesamiento de productos agrícolas. El 12 de septiembre de 2014 se inauguró la primera planta farmacéutica de la región en el territorio del parque industrial Ecobaltik.

## Infraestructura

### Arquitectura y monumentos

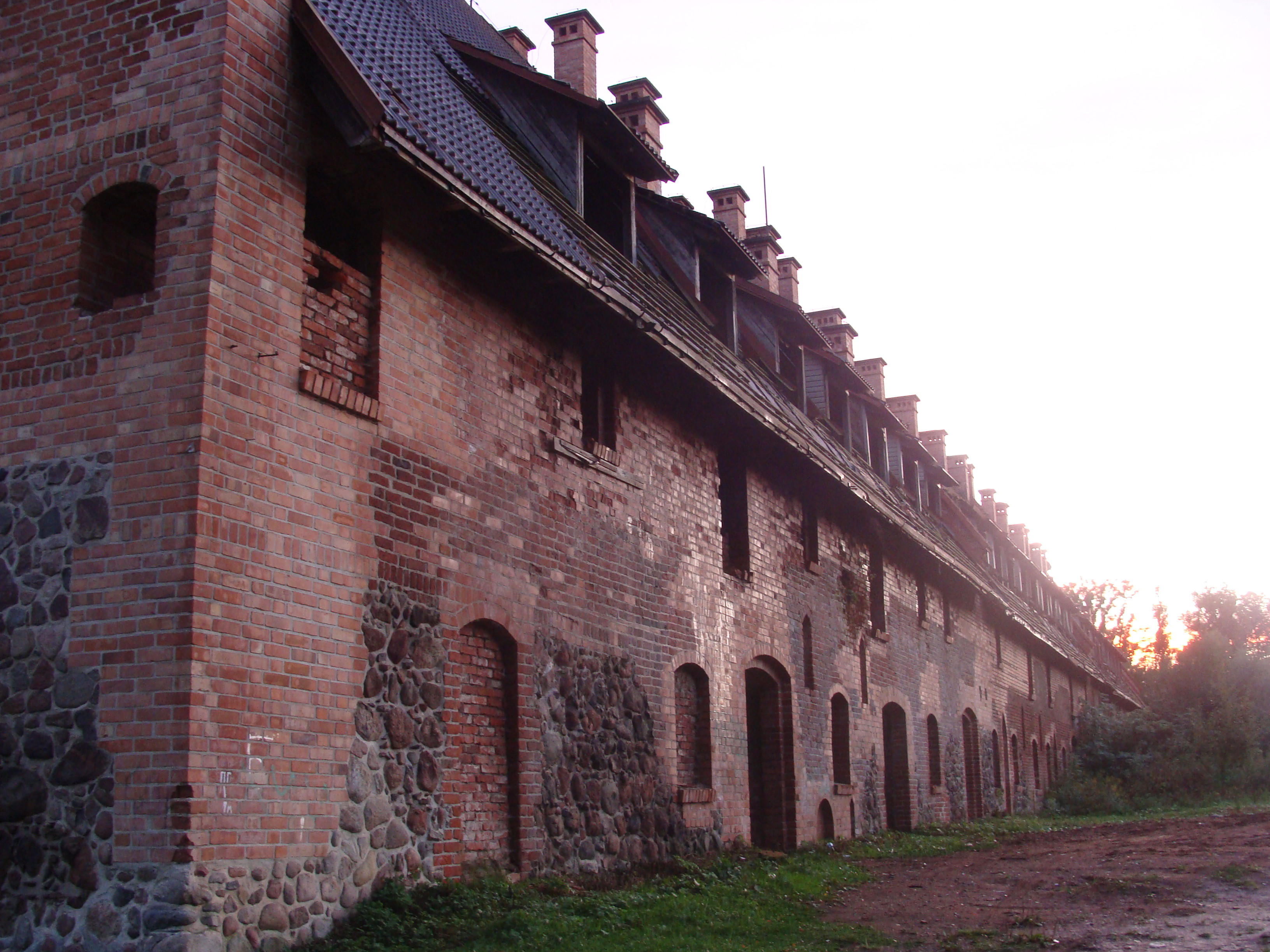
Castillo de Eylau

Se han conservado partes del castillo de Eylau erigido en 1325 como un fuerte de cuatro alas, siguiendo el esquema clásico de los castillos de la Orden Teutónica. Las alas se diseñaron como dos alas principales al oeste y al sur y dos alas secundarias al norte y al este, siendo el ala este el componente más joven. El Gran Maestre Johann von Tiefen (alrededor de 1440-1497) entregó el castillo y el asentamiento al fraile Heinrich Reuss von Plauen (1400-1470) de por vida. El castillo fue destruido por un incendio en 1455, devastado por las tropas polacas en 1520 y 1525, pero no tomado.
Entre 1525 y 1945 la antigua iglesia parroquial fue una iglesia protestante, construida en el siglo XIV en estilo gótico de ladrillo. En 1807 sufrió daños en relación con la batalla de Preussisch Eylau, sufrió un cambio fundamental en 1879 y sobrevivió a los últimos días de la guerra en 1945 con solo daños menores. Hasta la década de 1960, la iglesia sirvió como establo de caballos, desde entonces como edificio de fábrica y almacén. Desde la década de 1990 ha habido una comunidad ortodoxa en Bagrationovsk, que tiene una iglesia recién construida.

## Personas destacadas
- Hugo Falkenheim (1856–1945): doctor judío alemán y último presidente de la congregación judía de Köningsberg.
- Konrad Theodor Preuss (1869-1938): etnólogo alemán que fue presidente de la Sociedad Literaria de Lituania (1890-1898).
- Robert Kudicke (1876-1961): médico y epidemiólogo especializado en medicina tropical, profesor universitario en Guangdong y Fráncfort del Meno.

## Galería

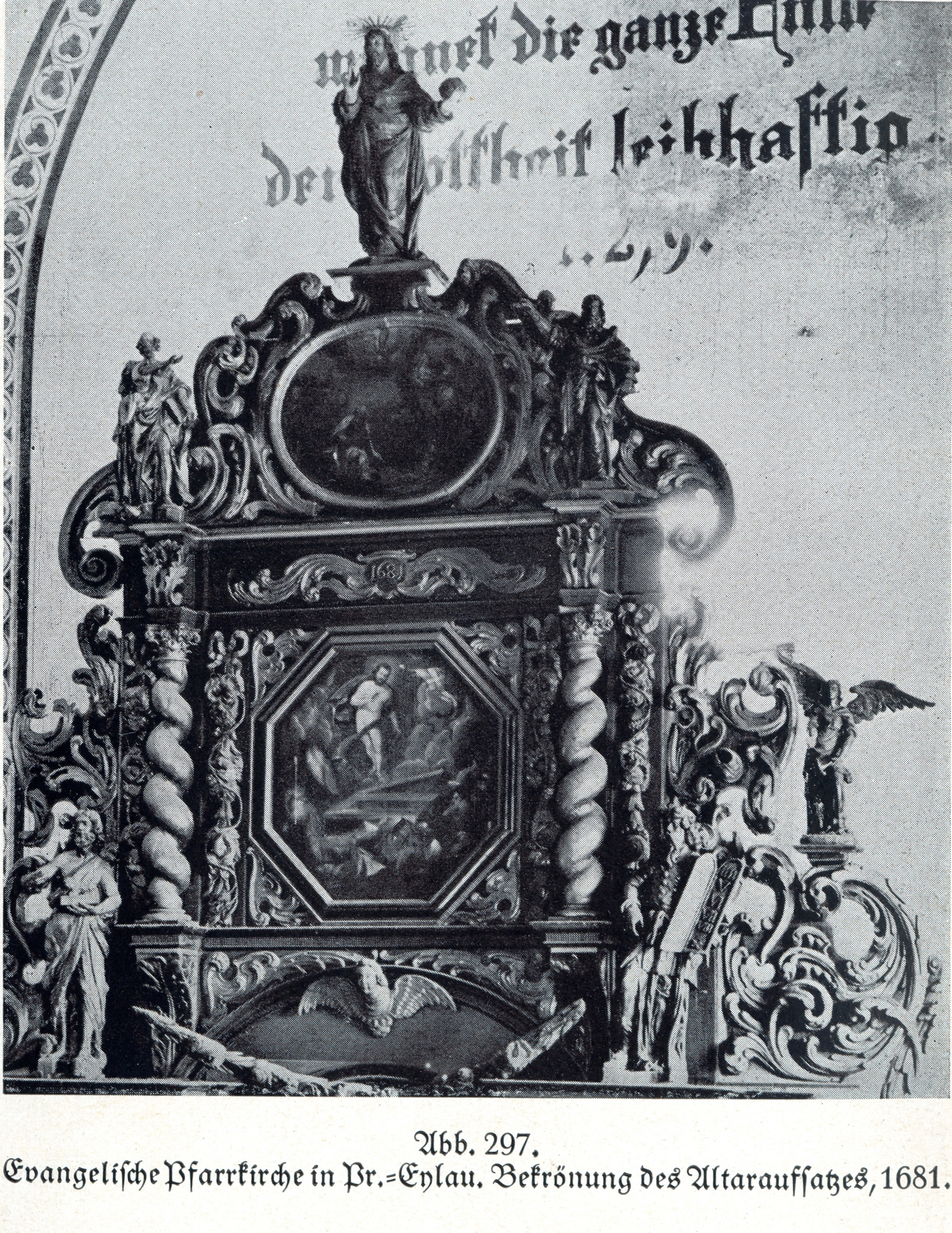
Interior de la antigua iglesia luterana de Eylau
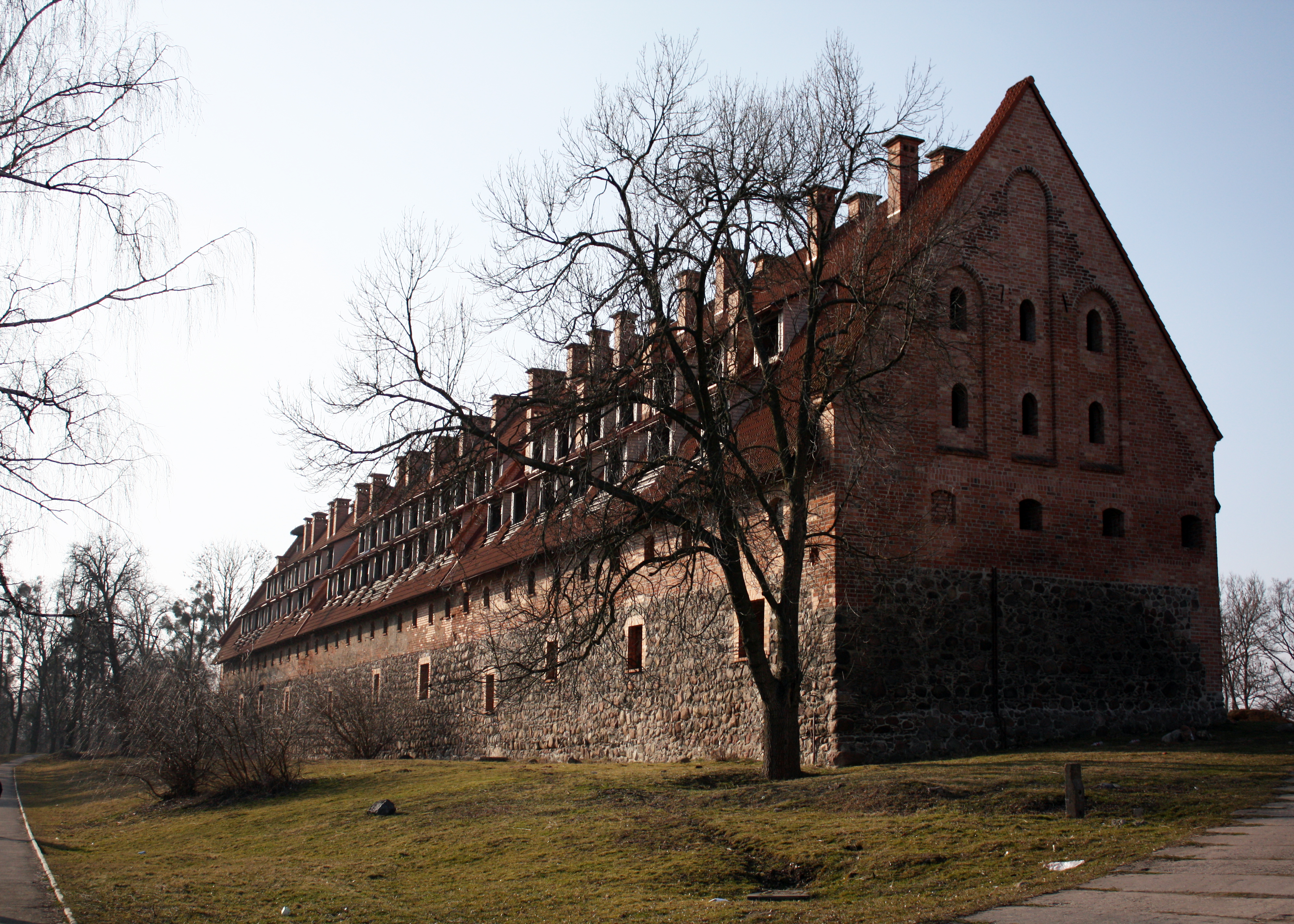
Castillo de Preußisch Eylau
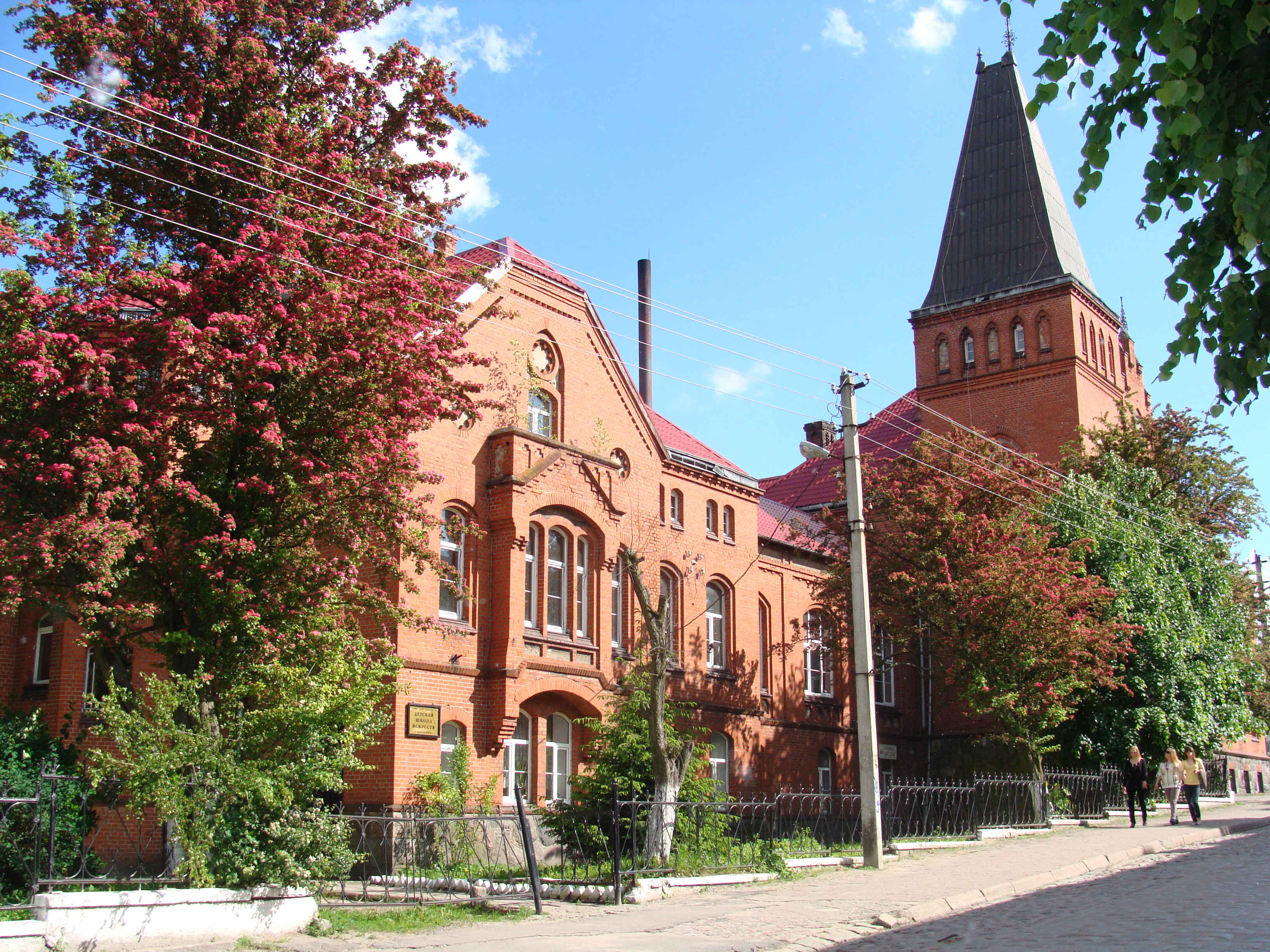
Escuela en Bagrationovsk, former Kreishaus
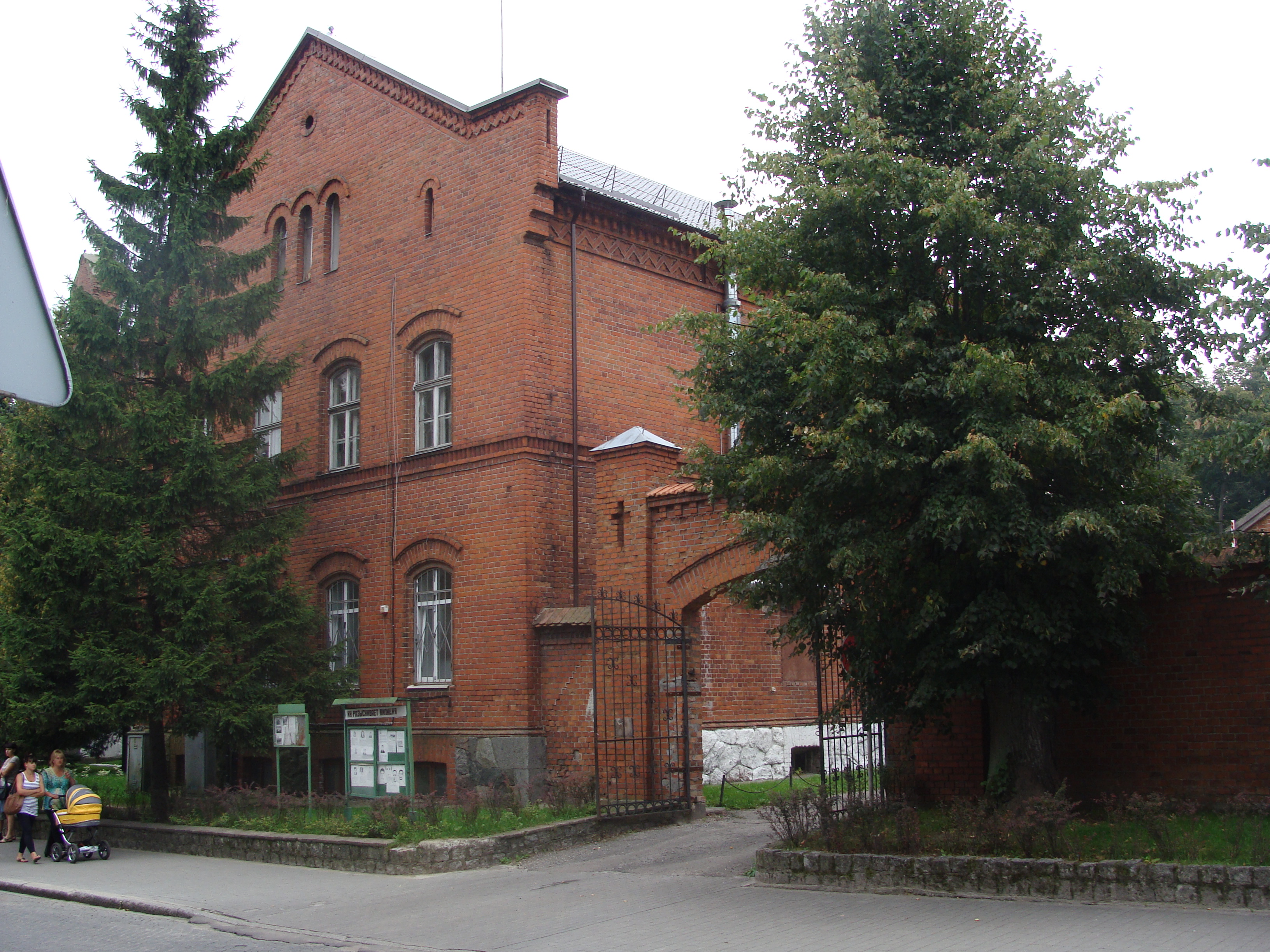
Antiguo edificio del Real Seminario de Profesores
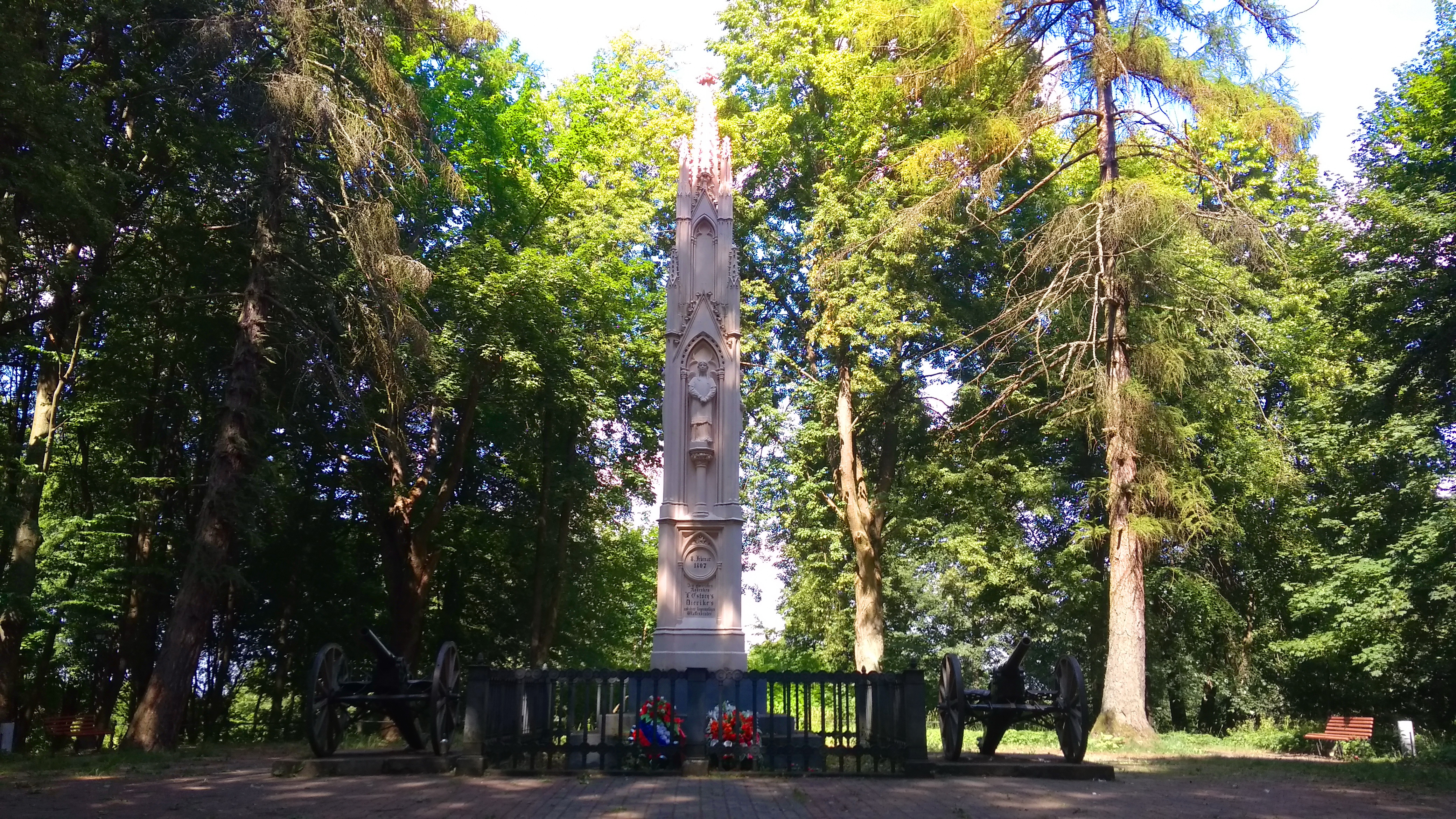
Monumento en honor a la batalla de Preussisch Eylau
Iglesia ortodoxa de Bagrationovsk

## Ciudades hermanadas
Bagrationovsk está hermanada con las siguientes ciudades:
- Verden del Aller, Baja Sajonia, Alemania
- Jonava, Lituania
- Bartoszyce, Polonia
- Górowo Iławeckie, Polonia
- Korsze, Polonia